# 鼩鱷獸屬
鼩鱷獸屬（學名：Galesuchus）是獸孔目麗齒獸亞目的一屬，化石發現於非洲的二疊紀中期地層。鼩鱷獸具有小型頭顱骨、短口鼻部。

## 外部連結
- paleodb.org （页面存档备份，存于）
- www.paleofile.com - Alphabetical list, G section. （页面存档备份，存于）